# Märkischer Kreis
Märkischer Kreis este un district rural (în germană Kreis) în landul Renania de Nord-Westfalia, Germania.
1. 1 2 3  GeoNames